# L'Âge en fleur
L'Âge en fleur est un feuilleton télévisé français, en 16 épisodes de 26 minutes, créé par Odette Joyeux, réalisé par Philippe Agostini et diffusé à partir du 26 février 1975 sur Antenne 2.

## Synopsis
Ce feuilleton met en scène les mésaventures de Marie, jeune danseuse à l'opéra de Paris et fait suite à L'Âge heureux.

## Distribution
- Marcelline Collard : Marie
- Manuel Bonnet : Serge
- Attilio Labis : Igor Schaeffer
- Marie Gielguld : Ingrid Keller
- Blanche Raynal : Géraldine
- Sylviane Bayard : Florentine
- Jean-Louis Manceau : Michel
- René de Castello : le majordome

## Diffusion
La série est sortie en DVD en 2005.